# لیتیم (ترانه نیروانا)
«لیتیم» (به انگلیسی: Lithium) یکی از تک‌آهنگ‌های گروه گرانج نیروانا است که توسط کرت کوبین نوشته شده‌است. این ترانه که شنونده را به‌صورت پیاپی از فضایی آرام به اوج شلوغی می‌برد و دوباره بازمی‌گرداند داستان شخصی را روایت می‌کند که در پی مرگ دوست دخترش، به‌عنوان آخرین دستاویز به مذهب پناه می‌برد.
«لیتیم» که اول بار در سال ۱۹۹۱ و در آلبوم مهم نیست منتشر شده بود، در ژوئیه ۱۹۹۲ و به‌عنوان سومین تک‌آهنگی که از آن آلبوم دوباره منتشر می‌شد، روانهٔ بازار شد و موفق شد جایگاه ۶۴ام را در جدول پرفروش‌ترین‌های آمریکا به‌خود اختصاص دهد. نماهنگ آن هم که توسط کوین کرسلیک کارگردانی شد با استفاده از ترکیب تصاویری از اجراهای زندهٔ نیروانا ساخته شده‌است.

## رتبهٔ تک‌آهنگ در جدول فروش کشورها
جدول وارد شدهٔ غیرمجاز: هلندی۴۰|۱۶
| جدول (۱۹۹۲)                            | بالاترین جایگاه |
| -------------------------------------- | --------------- |
| استرالیا (جدول ای‌آرآی‌ای)               | ۵۳              |
| بلژیک (اولتراتاپ ۵۰ فلاندرز)           | ۲۸              |
| برترین تک‌آهنگ‌های کانادا (مجله آرپی‌ام)  | ۸۳              |
| جدول تک‌آهنگ‌های فنلاند                  | ۳               |
| ایرلند (جدول تک‌آهنگ‌های ایرلند)         | ۵               |
| ایتالیا (فدراسیون صنعت موسیقی ایتالیا) | ۱۹              |
| هلند (صد تک‌آهنگ برتر)                  | ۱۷              |
| نیوزیلند (ریکوردد میوزیک ان‌زد)         | ۲۸              |
| اسپانیا (ای‌اف‌وای‌وی‌ای)                  | ۱۳              |
| تک‌آهنگ‌های بریتانیا (کمپانی رسم جدول‌ها) | ۱۱              |
| آمریکا ۱۰۰ آهنگ داغ بیلبورد            | ۶۴              |
| آمریکا ترانه‌های مین‌استریم داغ راک      | ۱۶              |
| آمریکا ترانه‌های آلترنتیو               | ۲۵              |